# 이홍우 (교육학자)
이홍우(李烘雨, 1939년 - )은 대한민국의 교육학자이다. 서울대학교 사범대학 교육학과 및 동대학원 교육학과를 거쳐 1971년 미국 콜럼비아 대학에서 교육학 박사를 취득하였다. 그 후 모교 서울대학교에서 교수로 재직중 2001년 퇴임하였다.

## 주요저서
- <교육과정 탐구>
- <교육의 목적과 난점>
- <성리학의 교육이론>
- <인지학습의 이론>
- <도덕교육론> (공저)
- <지식의 구조와 교과>
- <교육과정> (공저)
- <대승기신론 통석>

### 번역서
- <교육의 과정> (J.S.Brunner)
- <윤리학과 교육> (R.S. Peters)
- <경험과 이해의 성장> (D.W.Hamlyn)
- <서양교육사> (William Boyd)
- <민주주의와 교육> (Jonh Dewey)
- <키에르케고르의 교육이론> (Ronald J Manheimer)